# 辣妹與恐龍
《辣妹與恐龍》（日语： Gyaru to Kyōryū */?）是由森森子原作，トミムラコタ作畫的日本漫畫作品。2018年4月20日，於講談社漫畫投稿網站「DAYS NEO」投稿後，開始於同年10月15日在同社《週刊Young Magazine》發售的第46號雜誌上連載。作品是描述主角辣妹楓以及趁她喝醉時潛入到房間內的恐龍的同居生活故事。
2019年9月宣布動畫化，2020年4月5日開播，由動畫版以及真人版組成。由木棉花國際代理的中文版原本僅包含動畫版，至本作宣布停播1星期後才追加引進真人版部分。

## 作品解説

### 作品背景
負責作畫的トミムラ原來是藤子·F·不二雄的書迷，他在Comic Days的官方部落格的對談中談到本作中關於「人類和非人生物共同生活」的設定是受到藤子·F·不二雄的影響。

### 作品發表的過程
本作負責原作的森在LINE 上販賣貼圖『もっと私にかまってよ！』，負責作畫的トミムラ則是在Twitter 上發表叫作『実録！父さん伝説』的漫畫，因此互相認識。一方面，森對於在SNS投稿的漫畫獲得迴響而要出單行本的事情雖感到光榮，但卻想要與トミムラ一起創作漫畫。於是某日，他們知道漫畫投稿網站DAYS NEO的beta版開設後，很快就以「mug.」的筆名一起投稿叫做『イルカは今もあの星で』的漫畫，卻對於該作反應不高而感到不安。
一方面，Young Magazine的編輯‧鈴木在Comic DAYS官方部落格的對談中，表示他對於本作的用色以及感覺有相當的好評，但即使注意到也還無法向他們搭話，並且還表示反應不高的另一個原因是當時網站投稿的作品數量太多而被埋沒其中所致。
之後，2018年4月20日，森以及トミムラ投稿本作『辣妹與恐龍』。並讓本作在鈴木心中留下深刻的印象，於是自報自己是責任編輯。還有，トミムラ記得鈴木的資料欄中表示他有喜歡閱讀藤子·F·不二雄作品的興趣，於是就指名鈴木擔任他們的責任編輯。投稿的1週後的4月27日，鈴木與森以及トミムラ見面，二人才因此知道已經在SNS上成為名人。
當初在DAYS NEO投稿時，恐龍是有台詞存在的，但在鈴木的提案下，於是將Comic DAYS連載版的恐龍變更成沉默的主角。

## 登場人物
聲音部分為電視動畫的聲優，演出的部分是真人版的演員。
楓
聲 - 島袋美由利 / 演 - 8467(やしろなな)
本作主角。辣妹。22歳。一邊在超商打工一邊與恐龍在公寓同居中。個性樂觀，也很會照顧人。
真人版中則是第2話登場。
恐龍
真人版操偶師 - 飯塚みずほ
本作另一個主角。
雖然不會講話但卻能了解許多語言，能夠透過手勢和表情與周圍的人溝通。很怕貓，喜歡的東西是泡麵，尾巴相當敏感。
山田
聲 - 夏吉優子
楓的朋友。好幾次拜訪楓的家。
田口前輩
聲 - 工藤夕希
楓打工處的大學生前輩，21歳，與家人同住。曾被楓問過有關恐龍的事。很畏懼楓，雖然比楓還年輕，但跟他之間的對話沒有甚麼隔閡。
翔太
聲 - 山下誠一郎
楓的前男友。之後兩人順利復合。他和恐龍的關係也很好。
房東
聲 - 齊藤貴美子 /演 - 高橋洋子
楓所住的公寓的房東。最喜歡會親近人的貓。
真人版中，也是見榮晴住處的房東，能夠看到蒼井翔太，並且似乎知道他改變時空發展的事情，還當著他的面前拿出另一本行事曆出來。

### 只出現在真人版部分的登場人物
見榮晴
演員。第1、2話中登場。與恐龍同居中。舉止與動畫部分的楓相似，吃著聖誕蛋糕的途中，突然身體發作並且感到肚子疼痛而暈倒。之後蒼井好幾次嘗試要改變時空時，他也因為食物的關係導致胃痛發作而昏倒。
另外在他童年時的照片中也有出現蒼井翔太，似乎他與蒼井間有某種關聯存在。
最終話中出現與他長得一模一樣的計程車司機，甚至要與恐龍分開時，還因此不自覺地滴下眼淚。
蒼井翔太
聲優。第1、2話中登場。徬徨於時空之中的旅人。一般人看不到他，但只有恐龍可以看到他。好幾次想要改變時空的劇本卻都失敗，所以不斷嘗試。最後終於讓見榮晴不再與恐龍相遇，可是卻依然發生見榮晴肚子痛的事件，而且前來確認狀況的房東太太也在他面前拿出另一本筆記本出來，最後他的行事曆留在房間中並且被楓嫌棄內容太可怕而丟到垃圾桶中，然後在第5話時被恐龍拿去燒掉，之後則是行蹤成謎。
出現的服裝與他在動畫『POP TEAM EPIC』登場時相同，似乎暗示了兩者之間的關聯性。片尾中『POP TEAM EPIC』原作者大川bkub則以「蒼井翔太協助」的身分出現在工作人員名單上。
好萊塢雜魚師匠
搞笑藝人。第4話中登場。以播報者身分出現在恐龍觀看的電視節目中。當恐龍在某時突然醒過來後，出現在恐龍面前並與他一起玩模仿遊戲。
GO!皆川、大西Lion、Joyman
3組搞笑藝人。第7話中登場。是恐龍為了幫閃到腰的楓打氣而找來的搞笑藝人。
楓的朋友
演 - なえなの、橫田未來
第8話登場。與楓一起幫恐龍慶生。
湯姆
演 - Michael Aaron
第8話登場。在恐龍的慶生會中，用戲仿不可能的任務的方式盜取宴會中的關東煮的蛋，最後被小楓發現他才是偷蛋的小偷。

## 出版書籍
| 卷數 | 講談社       | 講談社                 |
| 卷數 | 發售日期     | ISBN                   |
| ---- | ------------ | ---------------------- |
| 1    | 2019年4月5日 | ISBN 978-4-06-515203-4 |
| 2    | 2019年9月6日 | ISBN 978-4-06-516992-6 |
| 3    | 2020年2月6日 | ISBN 978-4-06-518216-1 |
| 4    | 2020年7月6日 | ISBN 978-4-06-520204-3 |
| 5    | 2021年2月5日 | ISBN 978-4-06-522305-5 |
| 6    | 2021年9月6日 | ISBN 978-4-06-524748-8 |
| 7    | 2022年3月4日 | ISBN 978-4-06-527063-9 |

## 電視動畫
2019年9月宣布推出動畫，於2020年4月起在TOKYO MX播放。由動畫部分以及真人版部分組成。
2020年5月12日，製作方表示受到「疫情」對日本的影響，因此從5月23日起重播第1-5话。
2020年7月20日，動畫官方再宣布本作於10月3日起從第一集重新播出。台灣方面，則是在11月22日開始播放第8集。

### 工作人員
- 原作 - 森森子、トミムラコタ[10]
- 系列構成・編劇・系列監督・角色設計・原畫・色彩設計・撮影監督・編集 - 青木純[10]
- 音響監督 - 鐘江徹[10]
- 音響効果 - 小山恭正[10]
- 音響制作 - Glovision[10]
- 音樂 - 吟[10]
- 音樂製作 - 國王唱片[10]
- 製作人 - 小荒井梨湖[10]、米澤明[10]
- 首席製作人- 須藤孝太郎[10]、古川慎[10]
- 動畫製作人- 佐佐木貴之
- 動畫製作 - 神風動畫[10]、Space Neko Company[10]
- 真人系列構成 - 須藤孝太郎[10]
- 真人製作 - HALO[10]
- 製作 - 國王唱片[10]、講談社[10]

### 主題曲
片頭曲
「恐龍あげみざわ☆」
主唱：「恐龍好朋友」【楓（島袋美由利）、山田（夏吉優子）、前輩（工藤夕希））、翔太（山下誠一郎】，作詞、作曲、編曲：吟。
片尾曲
「Peaceful Days」
主唱：高橋洋子(以高橋竜子名義)，作詞、作曲、編曲：吟。

### 各話標題

#### 動畫版
| 話數   | 日文標題 | 中文標題                                  | 劇本   | 分鏡   | 演出   | 作畫監督                 | 總作畫監督 |
| ------ | -------- | ----------------------------------------- | ------ | ------ | ------ | ------------------------ | ---------- |
| 第01話 |          | #1-1 初次見面！ #1-2 那邊有貓咪           | 青木純 | 青木純 | 青木純 | 佐藤華音、隋縁           | 青木純     |
| 第02話 |          | #2-1 朋友過來玩囉 #2-2 遇見前男友了       | 青木純 | 青木純 | 青木純 | 佐藤華音、隋縁           | 青木純     |
| 第03話 |          | #3-1 去買東西囉 #3-2 走在路上喔           | 青木純 | 青木純 | 青木純 | 佐藤華音、隋縁           | 青木純     |
| 第04話 |          | #4-1 尾巴不要亂 #4-2 來過聖誕節           | 青木純 | 青木純 | 青木純 | 小川一郎、佐藤華音、隋縁 | 青木純     |
| 第05話 |          | #5-1 新年快樂 #5-2 向神明打聲招呼吧       | 青木純 | 青木純 | 青木純 | 佐藤華音、隋縁           | 青木純     |
| 第06話 |          | #6-1 租個片子來看吧 #6-2 橘子好好吃喔     | 青木純 | 青木純 | 青木純 | 佐藤華音、隋縁           | 青木純     |
| 第07話 |          | #7-1 好擔心喔 #7-2 不能說的秘密           | 青木純 | 青木純 | 青木純 | 佐藤華音、隋縁、奥山裕也 | 青木純     |
| 第08話 |          | #8-1 不是只會吃泡麵喔 #8-2 來辦生日派對！ | 青木純 | 青木純 | 青木純 | 小川一郎、孫偉、佐藤華音 | 青木純     |
| 第09話 |          | #9-1 有一點恐怖 #9-2 再睡個回籠覺！       | 青木純 | 青木純 | 青木純 | 佐藤華音、隋縁           | 青木純     |
| 第10話 |          | #10-1 我們是朋友喔 #10-2 來寫字吧         | 青木純 | 青木純 | 青木純 | 佐藤華音、隋縁、奥山裕也 | 青木純     |
| 第11話 |          | #11-1 喂喂～？ #11-2 好輕鬆喔             | 青木純 | 青木純 | 青木純 | 佐藤華音、隋縁、松田啟子 | 青木純     |
| 第12話 |          | #12-1 在外面吃飯 #12-2 好和平喔~          | 青木純 | 青木純 | 青木純 | 佐藤華音、隋縁、松田啟子 | 青木純     |

#### 真人版
| 話數   | 日文標題 | 中文標題 | 劇本       | 監督                 |
| ------ | -------- | -------- | ---------- | -------------------- |
| 第01話 |          | 開始     | 須藤孝太郎 | 大塚貴彦、須藤孝太郎 |
| 第02話 |          | 救贖     | 須藤孝太郎 | 大塚貴彦、須藤孝太郎 |
| 第03話 |          | 前兆     | 須藤孝太郎 | 大塚貴彦、須藤孝太郎 |
| 第04話 |          | 殘夢     | 須藤孝太郎 | 大塚貴彦、須藤孝太郎 |
| 第05話 |          | 露營     | 須藤孝太郎 | 大塚貴彦、須藤孝太郎 |
| 第06話 |          | 變身     | 須藤孝太郎 | 大塚貴彦、須藤孝太郎 |
| 第07話 |          | 鼓勵     | 須藤孝太郎 | 大塚貴彦、須藤孝太郎 |
| 第08話 |          | 誕生     | 須藤孝太郎 | 大塚貴彦、須藤孝太郎 |
| 第09話 |          | 夢幻     | 須藤孝太郎 | 大塚貴彦、須藤孝太郎 |
| 第10話 |          | 邂逅     | 須藤孝太郎 | 大塚貴彦、須藤孝太郎 |
| 第11話 |          | 遊戲     | 須藤孝太郎 | 大塚貴彦、須藤孝太郎 |
| 第12話 |          | 再會     | 須藤孝太郎 | 大塚貴彦、須藤孝太郎 |

### 播放平台
| 播放日期                               | 播放時間                                                  | 播放電視台   | 對象地域 | 備註                    |
| -------------------------------------- | --------------------------------------------------------- | ------------ | -------- | ----------------------- |
| 2020年4月5日 - 5月17日 2020年10月4日 - | 週日 1:00 - 1:30（週六深夜） 週日 1:30 - 2:00（週六深夜） | TOKYO MX     | 東京都   |                         |
|                                        |                                                           | BS11         | 日本全域 | BS放送 / 『ANIME+』時段 |
|                                        | 週日 23:30 - 週一 0:00                                    | Animax       | 日本全域 | BS・CS放送 / 有重播     |
| 2020年4月8日 - 5月20日 2020年10月 -    | 週三 23:00 - 23:30                                        | 栃木電視台   | 栃木縣   |                         |
| 2020年4月10日 - 5月22日 2020年10月 -   | 週三 1:20 - 1:50（週四深夜）                              | 北海道電視台 | 北海道   |                         |

| 播放日期             | 播放時間 | 播放網站 | 備註           |
| -------------------- | --- | --- | -------------- |
| 2020年4月5日 -       | 週日 1:00（週六深夜） 更新                                                                                  | AbemaTV 亞馬遜影片 d動畫商城 Hulu U-NEXT フジテレビオンデマンド （ 日语 ： FOD） ビデオマーケット （ 日语 ： ビデオマーケット） Music.jp DMM.com GYAO! （ 日语 ： GYAO!ストア） Rakuten TV クランクイン！ビデオ 萬代頻道 Niconico動畫 Niconico頻道 |                |
|                      | | 週日 7:00 更新 | YouTube        |
| 只收錄部份真人版片段 | | 2020年4月6日 - | 週一 7:00 更新 |
| ふらっと動画         | | | 2020年4月7日 - |
| 週二 12:00 更新      | J:COMオンデマンド ビデオパス （ 日语 ： ビデオパス） milplus HAPPY!動画 ひかりTV （ 日语 ： ひかりTV） スマートパスプレミアム | |                |
|                      | 週二 19:00 更新                                                                                             | TSUTAYA TV |                |
|                      | 2020年4月12日 -                                                                                             | 週日 0:30 - 1:00（週六深夜） | Niconico直播   |
|                      | | |                |

| 播放地區                         | 播放平台                  | 播放日期                                      | 播放時間（UTC+8）         | 字幕語言               | 備註          |
| -------------------------------- | ------------------------- | --------------------------------------------- | ------------------------- | ---------------------- | ------------- |
| 東盟、印度、孟加拉、尼泊爾、不丹 | Muse Asia YouTube頻道     | 2020年4月5日－5月17日 2020年11月22日-12月20日 | 星期日 01:30 星期日 02:00 | 簡體中文、英文         | [ 12 ] [ 13 ] |
| 馬來西亞、汶萊                   | Muse Malaysia YouTube頻道 | 2020年4月5日－5月17日 2020年11月22日-12月20日 | 星期日 01:30 星期日 02:00 | 簡體中文、馬來文、英文 | [ 14 ]        |
| 越南                             | Muse Việt Nam YouTube頻道 | 2020年4月5日－5月17日 2020年11月22日-12月20日 | 星期日 01:30 星期日 02:00 | 越南文                 | [ 14 ]        |
| 香港、澳門                       | 木棉花香港 YouTube頻道    | 2020年4月5日－5月17日 2020年11月22日-12月20日 | 星期日 01:30 星期日 02:00 | 繁體中文               | [ 15 ]        |

### BD / DVD
| 卷數 | 發售日期               | 收錄話數        | 規格編號 | 規格編號  |
| 卷數 | 發售日期               | 收錄話數        | BD限定版 | DVD限定版 |
| ---- | ---------------------- | --------------- | -------- | --------- |
| 1    | 預定2020年10月28日發售 | 第1話 ~ 第3話   | KIXA-898 | KIBA-2335 |
| 2    | 預定2020年11月25日發售 | 第4話 - 第6話   | KIXA-899 | KIBA-2336 |
| 3    | 預定2020年12月23日發售 | 第7話 - 第9話   | KIXA-900 | KIBA-2337 |
| 4    | 預定2021年1月27日發售  | 第10話 - 第12話 | KIXA-901 | KIBA-2338 |

## 外部連結
- 辣妹與恐龍 - Young Magazine（日語）
- 辣妹與恐龍｜作品詳細｜DAYS NEO -デイズネオ- （页面存档备份，存于）（日語）
- 辣妹與恐龍官方網站（日語）
- 動吧！辣妹與恐龍的X（前Twitter）
- 動吧！辣妹與恐龍的Instagram帳戶